# Son of Cliché
Son of Cliché és una comèdia d'esquetxos que fou emesa durant dues sèries a la BBC Radio 4 entre el 23 d'agost de 1983 i el 29 de desembre de 1984. Va rebre un dels Premis Ondas 1984.
Els esquetxos van ser escrits per Rob Grant i Doug Naylor i van ser interpretats per Chris Barrie, Nick Maloney i Nick Wilton.
La sèrie va ser un seguiment de la sèrie Cliché de 1981 de Grant i Naylor.
Un dels esquetxos recurrents de la segona temporada del programa, "Dave Hollins: Space Cadet", va constituir la base del que després es va convertir en la comèdia de ciència de ficció de la BBC2 Red Dwarf, que també van escriure Grant i Naylor i que va protagonitzar Barrie.